# El Divisador
El Divisador es una localidad del estado mexicano de Guanajuato. Es parte del municipio de Salamanca.

## Demografía
| Censo | Población |
| ----- | --------- |
| 2010  | 2 389     |
| 2020  | 2 017     |